# トヨタホーム
トヨタホーム株式会社（英語: Toyota Housing Corporation）は、日本のハウスメーカー、および同社が展開する住宅のブランド名（TOYOTA HOME） である。コーポレートコピーは 「人生をごいっしょに。」「Sincerely for You」。トヨタグループに属し、トヨタグループ内では「THC」の略称で表記される。

## 概要
一代一事業という豊田家のモットーに則り、豊田章一郎（当時のトヨタ自動車名誉会長）が、1975年（昭和50年）にトヨタ自動車（当時はトヨタ自動車工業）で建売住宅・マンション分譲を中心とした不動産開発部門と注文住宅部門を興したのが始まりである。「自動車で養ったノウハウを活用した工業化住宅」（いわゆるプレハブ住宅の効率生産）をうたい文句に展開したものの、長年に亘り赤字が続き一時は存続が懸念されたが、地元愛知県を中心に販売力を着実に強め、黒字転換を達成。2003年（平成15年）注文住宅部門を分社化し、ハウスメーカーとなった。
2005年（平成17年）- 不良債権問題のため、産業再生機構案件となったミサワホームの支援スポンサーにトヨタ自動車が内定。2006年（平成18年）3月にトヨタ自動車・当社・野村プリンシパル・ファイナンスがミサワホームの出資を引き受けた。以降、ミサワホームの技術提携や共同分譲を開始し、一層のシェア拡大を目指している。2006年度の住宅販売戸数が、創業以来初となる5000戸突破を達成。
トヨタグループであるデンソーやアイシンなどの技術力・商品開発力が、家づくりにも活かされており、且つコストダウンにも貢献している。
2010年（平成22年）- 10月1日をもって、トヨタ自動車の住宅事業（デベロッパー部門）を統合した。
2013年（平成25年）- リフォーム事業の新会社「トヨタホームリフォーム株式会社」を設立。
2015年（平成27年）- トヨタすまいるライフ株式会社リフォーム部門とトヨタホームリフォーム株式会社が事業統合。
2016年（平成28年）- ミサワホームを連結子会社化。
2020年（令和2年）- 親会社のトヨタ自動車とパナソニックの合弁会社であるプライム ライフ テクノロジーズ株式会社の連結子会社に異動。

## 主な商品
- SINCÉ（シンセ）ユニット工法
  - HUGMI（はぐみ）
  - VIETROIS（ヴィトロワ）

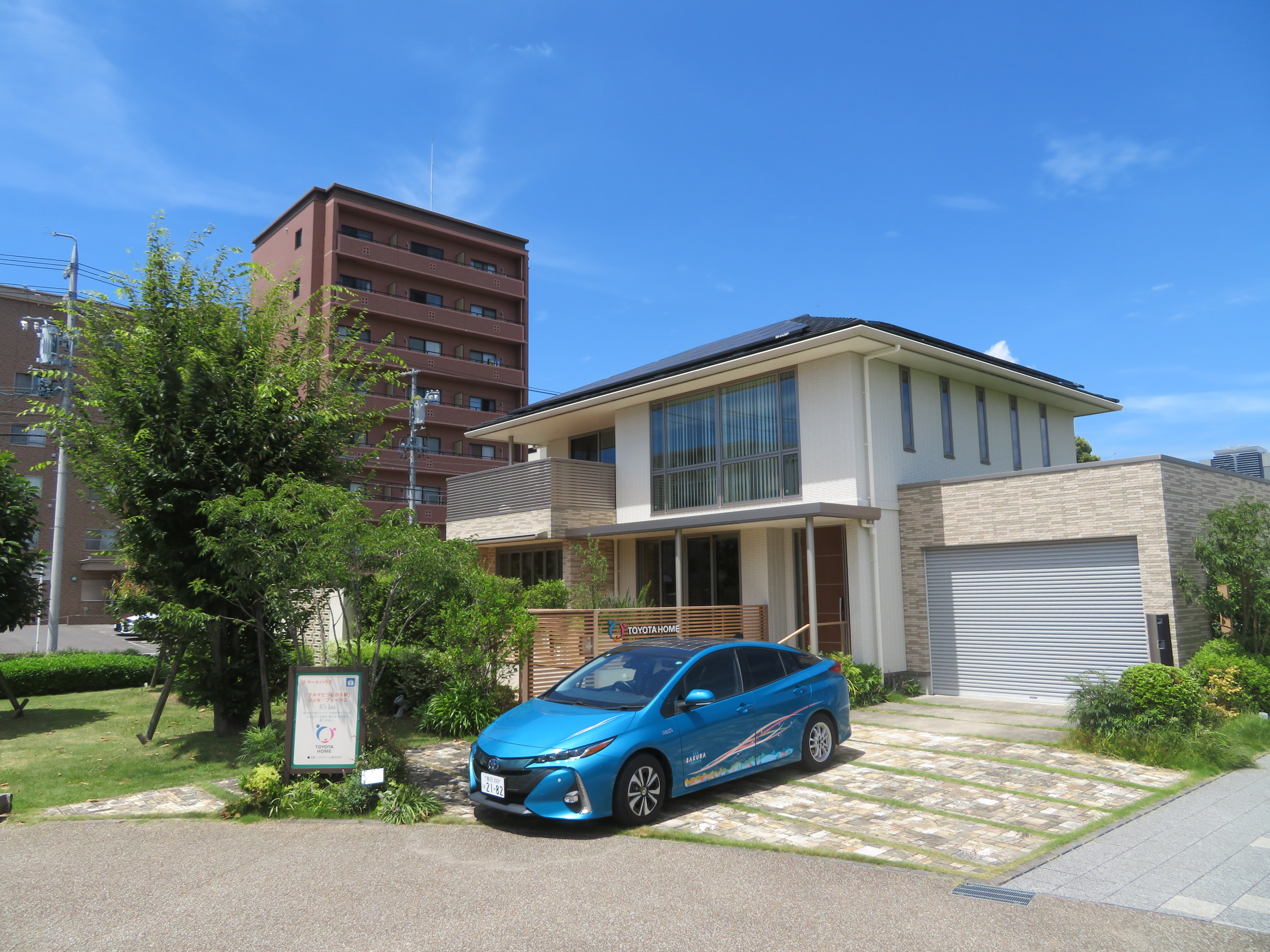
とよたエコフルタウン（豊田市元城町）の敷地内に設置されたモデルハウス

  - Smart Stage（スマートステージ）
  - piana（ピアーナ）
  - Cada（カーダ）
  - LQ（エルキュー）
  - asuie（アスイエ）スマートハウス
  - feelas（フィーラス）スマートハウス
  - feelas Nicorism（フィーラスニコリズム）
  - i-rashiku（アイラシク）
  - Smilism（スマイリズム）
  - GREAT SOLOR（グレイトソーラー）
  - GREAT SOLOR 平屋（グレイトソーラーひらや）
  - mamahapi（ママハピ）
- ESPACIO（エスパシオ）鉄骨軸組工法
  - LS理想の邸宅（エルエスりそうのていたく）
  - LX（エルエックス）
  - 都市のひだまり（トシノヒダマリ）
  - EF3 都市に暮らす3階建（エフスリーとしにくらす3かいだて）
  - GARAGE STYLE ＋（ガレージスタイルプラス）
  - EF（エフ）
  - Mezzo（メッツォ）
  - EF URBAN WIND（エフ アーバンウィンド）

## 主な分譲住宅地
- ウォールデンテラス森のふれあい散歩道 - 千葉県千葉市緑区
- エアリアス鎌取 - 千葉県千葉市緑区
- フォレストモニ - 千葉県船橋市
- ファウンテンヴィラ - 千葉県船橋市
- ザ・コートデイズ - 千葉県船橋市
- 凛華ノ邸 - 千葉県市川市
- ディアランド - 千葉県印西市
- アニバーサリーワールド美しき思い出の“森の小径" 「森景邸宅街」 - 千葉県印西市
- クイーンズフォレスト - 千葉県流山市
- シンシア西荻窪 - 東京都杉並区
- シンシア調布WEST - 東京都調布市
- ココティエ町田鶴川 - 東京都町田市
- ゆめそらの丘 - 東京都稲城市
- ザ・セントラル - 東京都昭島市
- クラスヒルはるひ野 "里想の街" - 神奈川県川崎市麻生区
- ソラリエ - 神奈川県川崎市宮前区
- パークサイドアベニュー桜坂 - 愛知県幸田町
- リバーサイドヒルズさくら台 - 愛知県岡崎市
- GreenAvenue あざぶの丘 - 愛知県みよし市
- T-famile みよし南台さんさんヒルズ - 愛知県みよし市
- MIYOSHI MIRAITO - 愛知県みよし市
- T-AVENUE 丸山町 - 愛知県豊田市
- T-AVENUE 豊田東山 THE FIELD - 愛知県豊田市
- 自由ヶ丘サウスステージ - 福岡県宗像市
- グリーンヒルズ山路SORAの街 - 北九州市八幡東区

## 沿革
- 1975年（昭和50年）8月 - トヨタ自動車工業に住宅事業部を新設[4]。
- 2003年（平成15年）4月1日 - トヨタ自動車から住宅事業の販売・施工部門が独立し、トヨタホーム株式会社を設立[4]。
- 2004年（平成16年）1月 - トヨタホームとして営業開始[4]。
- 2007年（平成19年） - 2006年度、年間販売戸数5,000戸達成。トヨタ自動車から住宅事業の商品開発部門を、当社へ移管。
- 2008年（平成20年） - 20年の長期保証「アトリスプラン」導入。
  - 4月1日 - 2007年度、戸建販売戸数 東海3県No.1達成。
- 2010年（平成22年）
  - 6月25日 - トヨタ自動車の運営するメタバースサービス「TOYOTA METAPOLIS」内に、「アバター商談」できるトヨタホーム・バーチャル住宅展示場をオープン[4]。
  - 10月1日 - トヨタ自動車から住宅事業の企画・技術開発・生産部門を、当社へ移管し、住宅事業を一本化[4]。新生トヨタホームがスタート。また、トヨタ自動車が保有するミサワホームやトヨタウッドユーホームなど住宅関連企業の株式を譲受[5]。
- 2012年（平成24年）8月1日 - 子会社のトヨタホームあおい[注 2]（栃木県）とトヨタホームはやて（群馬県）が合併し、トヨタホーム北関東が発足[7]。
- 2013年（平成25年）8月6日 - 全額出資子会社のトヨタホームリフォーム株式会社を設立[8]。
- 2015年（平成27年）4月1日 - トヨタホームリフォーム株式会社がトヨタすまいるライフ株式会社のリフォーム部門と事業統合。同日、トヨタすまいるライフの株式51%を取得し子会社化した[9]。
- 2017年（平成29年）1月5日 - ミサワホーム株式会社を連結子会社化[10][11]。
- 2018年（平成30年）4月1日- 戸建住宅付帯設備を10年間保証とした。社内カンパニーである熊本カンパニーと販売会社のトヨタホームつくし（株）を統合し、トヨタホーム九州株式会社が発足[12]。
- 2019年（令和元年）5月9日 - 同年12月30日に連結子会社のミサワホームを完全子会社化する株式交換契約を締結。
- 2020年（令和2年）1月7日 - ミサワホームの全株式を親会社であるトヨタ自動車とパナソニック株式会社の合弁会社「プライム ライフ テクノロジーズ株式会社」に譲渡し、親会社が同社へ異動[13][14]。

## 関連会社

### トヨタホームグループ
以下の販売会社、住宅関連会社。関連会社を持つ
積雪地帯である北海道・東北地方北部・日本海側の全県（京都府・兵庫県北部を含む）、これらに加えて徳島県を除く四国地方（香川県は撤退）・九州地方南部・沖縄県は営業エリア外となっている。
扱う商品が販売会社によって異なり営業エリアが重複するものがある。トヨタ自動車の自動車販売会社と似ている。

#### 販売会社トヨタホームグループ
| 会社名                                                     | 営業エリア                                                | 備考                                                       |
| ---------------------------------------------------------- | --------------------------------------------------------- | ---------------------------------------------------------- |
| トヨタホームとうほく（株）                                 | 宮城県・福島県・岩手県                                    |                                                            |
| トヨタホーム茨城（株）                                     | 茨城県                                                    | 茨城トヨタグループ                                         |
| トヨタウッドユーホーム（株）トヨタホーム北関東カンパニー   | 栃木県・群馬県                                            | 子会社「トヨタホーム北関東」を吸収合併、社内カンパニー化   |
| トヨタウッドユーホーム（株）トヨタホームさいたまカンパニー | 埼玉県北部                                                | 子会社「トヨタホームさいたま」を吸収合併、社内カンパニー化 |
| トヨタホーム東京（株）                                     | 東京都・埼玉県・神奈川県                                  |                                                            |
| トヨタホームちば（株）                                     | 千葉県                                                    |                                                            |
| トヨタホームふじ（株）                                     | 静岡県東部・山梨県                                        | [ 注 3 ]                                                   |
| トヨタホームしなの（株）                                   | 長野県北部                                                | トヨタウッドユーホーム子会社                               |
| トヨタホーム名古屋（株）信州カンパニー                     | 長野県中部・南部                                          | NTPグループ                                                |
| トヨタホーム東海（株）                                     | 静岡県西部                                                | NTPグループ                                                |
| トヨタホーム愛知（株）                                     | 愛知県                                                    | ATグループ                                                 |
| トヨタホーム名古屋（株）                                   | 愛知県                                                    | NTPグループ                                                |
| トヨタすまいるライフ（株）                                 | 愛知県                                                    |                                                            |
| トヨタホーム岐阜（株）                                     | 岐阜県                                                    | セイノーグループ                                           |
| トヨタホーム三重（株）                                     | 三重県                                                    |                                                            |
| トヨタホーム近畿（株）                                     | 兵庫県・大阪府・奈良県・京都府 ・滋賀県・徳島県・和歌山県 |                                                            |
| トヨタホーム岡山（株）                                     | 岡山県・広島県（福山市）                                  |                                                            |
| トヨタホーム（株）中国カンパニー                           | 広島県（福山市以外の県内）                                |                                                            |
| トヨタホーム九州（株）                                     | 福岡県・大分県・佐賀県・熊本県                            |                                                            |

#### 住宅関連会社
- トヨタウッドユーホーム（株）
- リビング・サポート（株）
- トヨタホームリフォーム（株）
- ウィズガーデン（株）
- トヨタホームインドネシア（株）

#### 関連会社
- トヨタT&S建設（株）
- パナソニック ホームズ
- パナソニック建設エンジニアリング
- 松村組

## その他
- 2001年（平成13年）トヨタ自動車創業者の豊田喜一郎が初めて自動車試作工場を造った地に、住まいを起点としたトヨタホーム住環境総合展示場 「くらしデザイン アトリスパーク刈谷」をオープン。
- 2003年（平成15年）中部電力の遊休地活用事業の対象土地にトヨタ自動車初の中高級賃貸住宅を建設。その後の賃貸住宅事業の核となる。
- 2005年（平成17年）1月賃貸住宅事業に本格参入。物件名に「シーズンステージ」の採用を開始。
- 2005年（平成17年）3月より、愛知万博公開にあわせ、愛知県長久手町にトヨタ夢の住宅PAPIを公開。
- 2010年（平成22年）3次元仮想都市「ミートミー」内でトヨタ自動車が運営する「GAZOO METAPOLIS」に「トヨタホーム・バーチャル展示場[15]」を出展。アバターを使い客と営業マンが、実際と同様の商談ができる営業手法[16]のアバター商談システムを開発（システム特許[17]出願）・開始。
- 2012年（平成24年）よりサッカー・名古屋グランパスのトレーニングウェアスポンサー（胸）を務める。

## CM

### イメージキャラクター
現在
- 吉田羊（2015年-）

過去
- 松岡茉優（2016年-2019年）
- 本木雅弘
- 榮倉奈々
- 加藤剛
- 紺野まひる
- 馬場有加
- 寺田農
- 白川和子
- 田中哲司
- 筒井真理子
- 小林賢太郎（ラーメンズ）
- 古田敦也・中井美穂夫妻

など

### CMソング
- 2015年より中島みゆきの「糸」（詞・曲：中島みゆき）を使用。
  - 2015年 中島みゆき
  - 2016年 EXILE ATSUSHI
  - 2017年 Aimer
  - 2018年 吉岡聖恵
  - 2019年 スキマスイッチ[18]